# Tan Rouge
Pour les articles homonymes, voir Tan rouge.
Tan Rouge est un lieu-dit de l'île de La Réunion, département d'outre-mer français dans le sud-ouest de l'océan Indien. Il constitue un quartier de la commune de Saint-Paul dans le centre du territoire communal et au sud-sud-est du centre-ville, dans les Hauts.

## Toponymie
Le village a été formé par les esclaves affranchis du domaine de la famille Gonneau Montbrun.
Le nom du site fait référence à un arbre endémique, Weinmannia tinctoria.

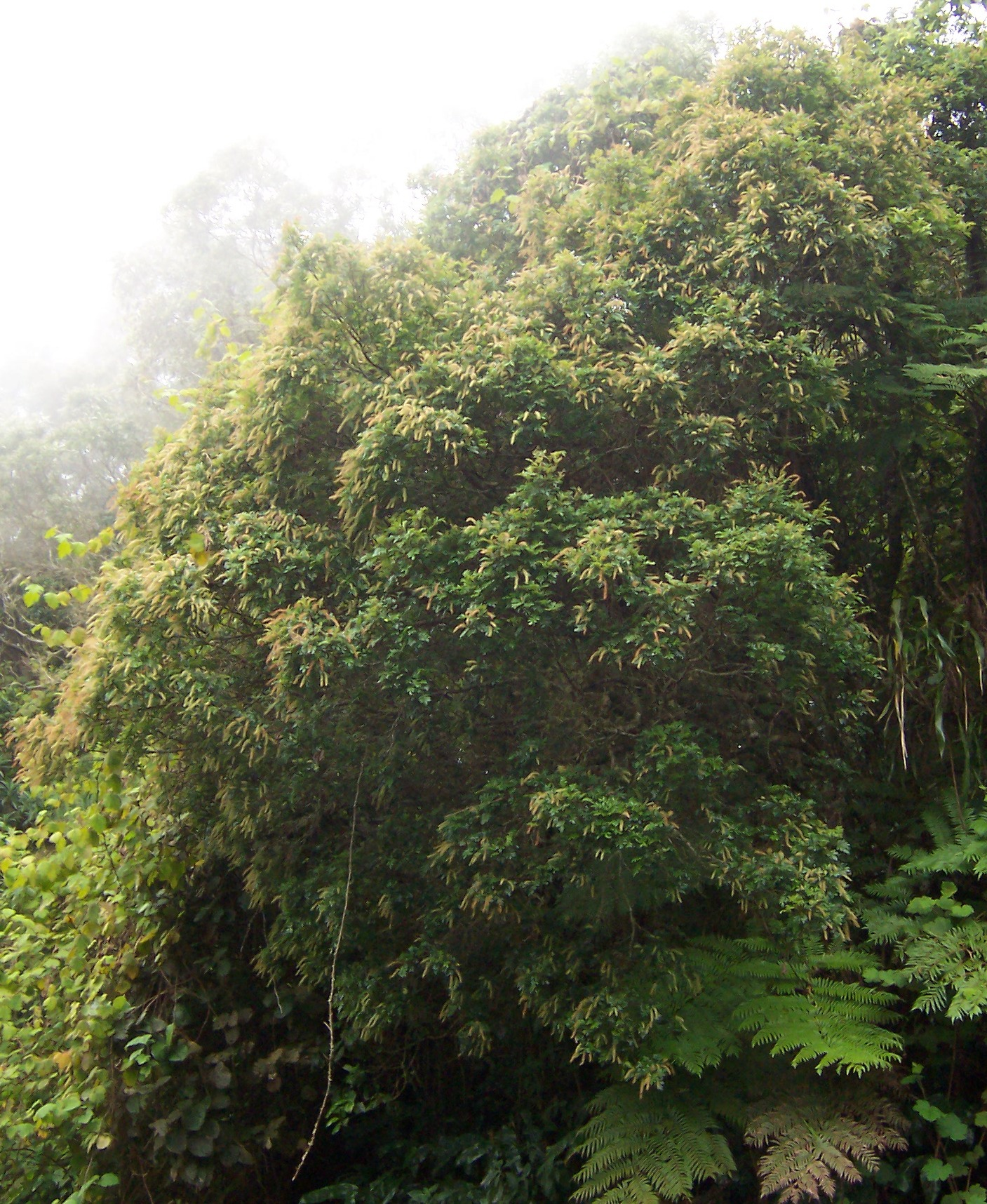
Tan rouge

## Personnalités
- Ann O'aro, chanteuse.